# Betty Manyolo

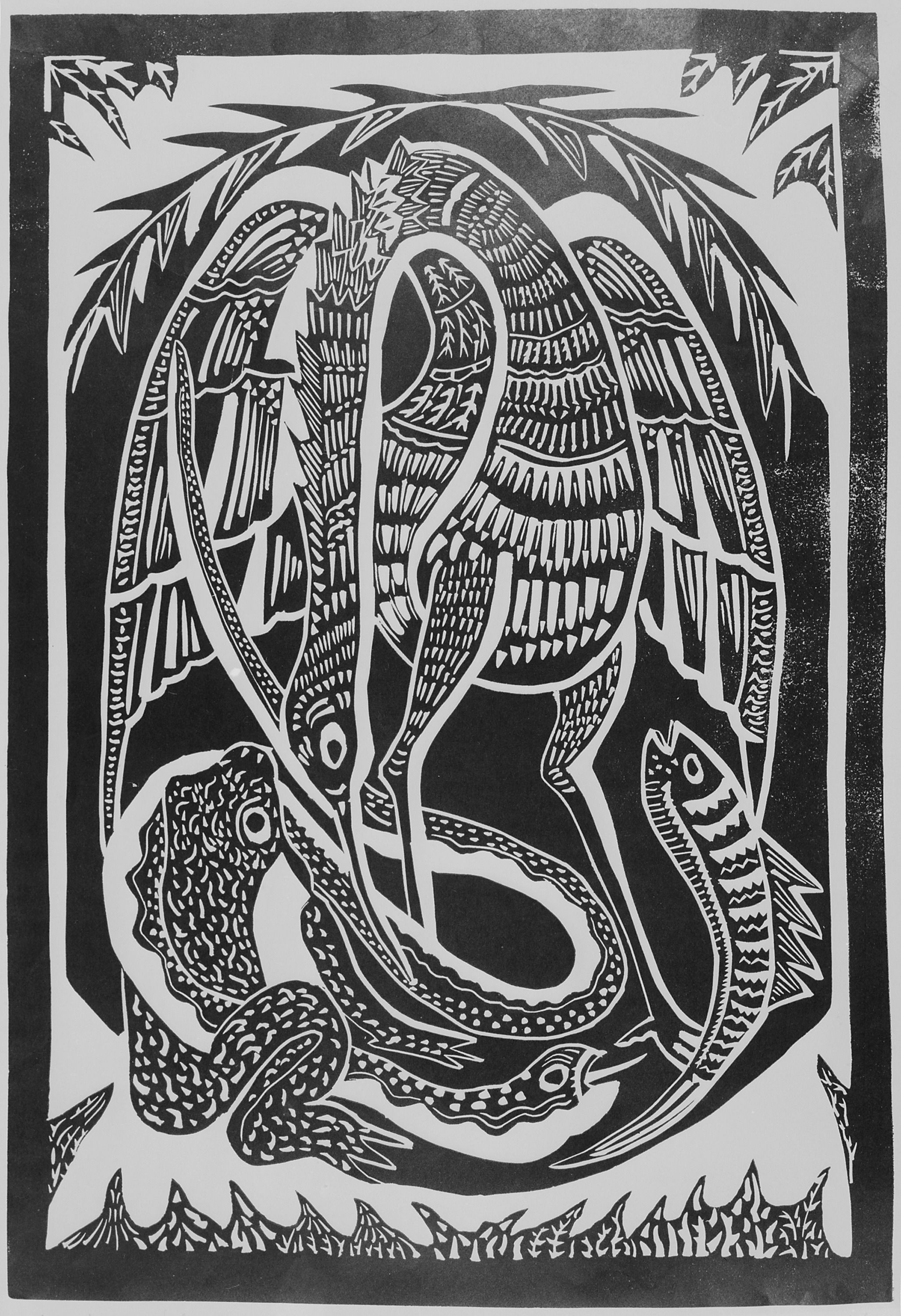
African Fable

Estelle Betty Manyolo es una pintora y litógrafa ugandesa nacida en 1938. Es de etnia muganda y estudió en la Universidad Makerere. 
Ha trabajado para el departamento de salud ugandés.